# Кубанський (Новосибірська область)
Кубанський (рос. Кубанский) — селище у Каргатському районі Новосибірської області Російської Федерації.
Входить до складу муніципального утворення Кубанська сільрада. Населення становить 187 осіб (2010).

## Історія
Згідно із законом від 2 червня 2004 року органом місцевого самоврядування є Кубанська сільрада.

## Населення
| 2002 | 2007 | 2010 |
| ---- | ---- | ---- |
| 182  | ↗214 | ↘187 |